# 南青山

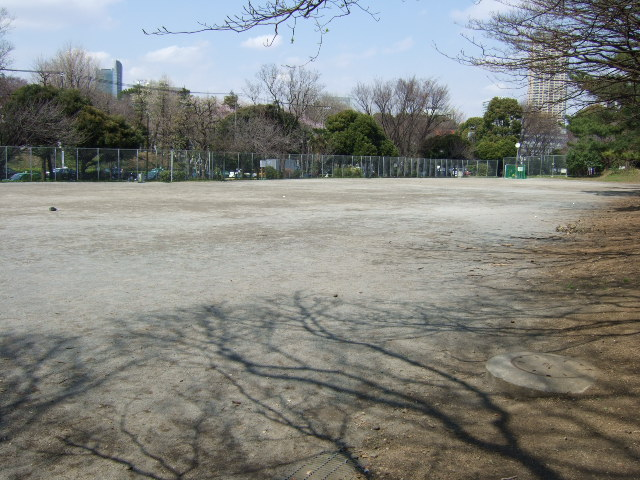
青山公園

南青山（日语：／ Minami-aoyama */?）是東京都港區的町，分為南青山一丁目至七丁目。人口14,015人。

## 概要
屬於東京「青山」地區的一部分，青山通北側為北青山，南側為南青山。在1966年（昭和41年）實行住居表示以前，為赤坂青山南町1丁目至6丁目與赤坂青山高樹町。

## 歷史
江戶時代，此地為青山家的一部分，周邊聚落皆以「青山」命名。
之後陸續增加青山御掃除町、青山淺河町、青山御手大工町、青山五十人町、青山久保町、青山原宿町、青山六軒町、青山御爐路町、青山若松町、青山善光寺門前等町。明治時期開始合併。1872年（明治5年），除青山權田原町、青山高樹町、青山六軒町、青山三筋町以外的各町合併為青山北町與青山南町。
1878年（明治11年）實施「郡區町村編制法」，北町、南町大部分劃入赤坂區，港區成立後町名冠上「赤坂」。1966年（昭和41年）實施住居表示，赤坂青山南町與赤坂新坂町、赤坂檜町、赤坂高樹町、麻布新龍土町、麻布笄町等一部分合併為南青山。

### 地名由來
附近一帶過去為德川家康重臣青山家下屋敷的街道，因此町名冠上「青山」（赤坂青山○○町），之後成為地名。原青山家屋敷地以厚木街道（大山道。現青山通、國道246號線）為界，分為南北兩側，南部為現在的南青山。

## 設施
公共
- 青山公園

教育
- 東京都立大田櫻台高等學校
- 港區立青山小學校
- 港區立青南小學校

美術館
- 根津美術館
- 岡本太郎紀念館

## 交通

### 道路
高速道路
- 首都高速3號澀谷線

國道
- 國道246號

縣道

### 鐵路
- 東京地下鐵
  - 青山一丁目站（銀座線、半蔵門線） - 都營地下鐵大江戶線的車站位於北青山。
  - 乃木坂站（千代田線）

## 備註
1. ↑  .   [2013-08-08]. （原始内容存档于2013-11-28）.
2. ↑  .   [2013-08-08]. （原始内容存档于2013-06-25）.
3. ↑  .   [2013-08-08]. （原始内容存档于2013-06-25）.